# Конев, Лев Петрович
Лев Петро́вич Ко́нев (1895—1924) — русский и советский спортсмен, совершивший в 1913—1915 годах 16-месячное путешествие по европейской части Российской империи. За 9 месяцев и 28 ходовых дней он прошёл пешком 10 019 вёрст (10 688 километров), перекрыв на 22 дня предыдущее мировое достижение американского спортсмена. Получил прозвище Уральский Орёл.

## Биография

### Ранние годы
Родился 8 февраля 1895 года в городе Екатеринбурге. Позднее его родители переехали из Екатеринбурга в Пермь, где весной 1913 года Лев окончил Пермскую торговую школу (ныне средняя школа № 22).
С ранних лет Лев очень увлекался книгами о путешествиях и приключениях. Он мечтал о путешествии, но обязательно пешем. Начав готовиться к своему первому путешествию, он закалял себя ежедневными тренировками.
Прошу гг. начальников… предоставлять на вверенных им станциях предъявителю сего, путешественнику Льву Коневу, помещение для отдыха, а также оказывать ему содействие.
Сразу же после окончания школы он отправился в пешеходное путешествие по маршруту Пермь — Вологда — Москва — Санкт-Петербург, около 2000 километров, которое заняло 38 дней. Тем самым, он перекрыл мировой рекорд американского ходока Вильямса Пухлера.
После него Лев был принят в члены Рижского интернационального спортивного общества «Аматер», совместно с которым был разработан новый пешеходный маршрут на 10 000 вёрст. По условиям, на маршрут отводилось 10 месяцев чистого хода, при этом больничные и пребывания в крупных городах в зачётное время не входили (на основании подтверждающей справки). Запрещались какие-либо заработки по дороге, в том числе переводы от родителей, единственным допустимым источником существования в дороге были фотографии с самим путешественником и пожертвования (хлеб, одежда и деньги). За успешный переход было обещано крупное вознаграждение — 10 000 рублей.

### Путешествие
14 (27) ноября 1913 года 18-летний Лев Конев отправился в пеший переход со станции Пермь I, который продлился 16 календарных месяцев. За 9 месяцев и 28 ходовых дней он прошёл пешком 10 019 вёрст, перекрыв на 22 дня предыдущее мировое достижение американского спортсмена. За свой необычный поступок получил прозвище «Уральский орёл».
Пешеходный маршрут проходил вдоль железных дорог, что было наиболее безопасно и позволяло лучше контролировать переход: на станциях в книгу путешественника («Книга для ставки штемпелей и маршрутов Льва Конева») ставились штампы «прибыл-убыл» и точное время. Поначалу его путь пролегал через Вятку, Санкт-Петербург, Ригу в Царство Польское, самую западную точку путешествия, которую он достиг в апреле 1914 года. Холмская газета сообщала, что «по заявлению путешественника, Холм отнёсся к нему с редким радушием, особенно много внимания оказала ему холмская гимназическая молодёжь». В Белостоке Лев Конев побывал с визитом в трёх банках и в штабе 6-го армейского корпуса. В заметке от 25 апреля в газете «Варшавская мысль» утверждалось, что «несмотря на пройденные им уже около четырёх с половиной тысяч верст, молодой русский пешеход выглядит довольно бодро». В Варшаве он отметился в штабе военного округа и в спортивном обществе «Русский сокол».
Затем его путь пролегал через Киев (5500 вёрст, май 1914), Жмеринку, Крыжополь, Винницу и далее на Одессу. По плану путешествия здесь он впервые воспользовался транспортом, сев на пароход «Великий князь Алексий» Российского общества пароходства и торговли, который доставил его в Крым. Здесь Лев Конев посетил Севастополь, Симферополь и Джанкой, где он провёл некоторое время из-за болезни.
Затем последовал переход в Екатеринодар, который Лев Конев покинул 1 августа 1914 года, вскоре после начала Первой мировой войны. Преодолев 300 км за одни сутки, он оказался в Ростове-на-Дону, откуда продолжил своё пешеходное путешествие по Российской империи.
Вероятно из-за начала войны в маршрут были внесены коррективы: вместо Закавказья, Каспийского моря и Астрахани, в конце августа Лев Конев прибыл пешком в Новочеркасск, а в сентябре — в Царицын. Отсюда на судне «Белевец» акционерного общества «Русь» он вниз по Волге добрался до Астраханской губернии: Солончак, Эльтон, Баскунчак. В газете «Саратовский листок» от 27 сентября сообщалось, что «на днях в Астраханской губернии он был арестован, его заподозрили в том, что он „германец“», из-за чего в путешествии случился перерыв на три дня, не закрытый справками о болезни.
Посетив в Саратове коллег из гимнастического общества «Сокол» и множество других учреждений, Лев Конев продолжил свой путь. На разъезде Абдулино доктор А. М. Дьяков осмотрел путешественника и «задержал до излечения» на месяц, таким образом, Лев Конев встретил Новый 1915 год на больничной койке.
В январе 1915 года путешественник добрался до Уфы, где в это время проходил чемпионат по борьбе. В книге путешественника оставили свои подписи чемпионы Иван Чуфистов, Клеменс Буль и Иван Поддубный. К тому времени Лев Конев уже был знаменит и назывался в газетах Уральским Орлом. Участвовал в благотворительных вечерах в пользу раненых и семей погибших на войне.
Последняя точка маршрута — город Златоуст — была достигнута 13 февраля 1915 года. По сведениям издания «Челябинский листок», «всемирно известный рекордсмен пешеход» прибыл в Златоуст «на два дня ранее срока. Таким образом, он побил рекорд Америки на 22 дня ранее». Всего в его «Книге для ставки штемпелей и маршрутов» отмечено около тысячи названий железнодорожных разъездов, станций и населённых пунктов.
Домой в Пермь Лев Конев отправился пешком, по дороге принимая поздравления от различных организаций и обществ: «Желаем кроме американского побить и все остальные рекорды», «Железной энергии и хорошего здоровья», «Пусть Уральский Орёл послужит русской молодежи примером настойчивости и энергии, пусть побольше будет таких Орлов в России». По дороге в Пермь, с 10 на 11 марта зашёл на Кушвинский завод к своим дяде с тётей, которые пожелали племяннику: «От души желаем ему получить приз и исполнения задуманной карьеры. Дорогою свободной иди, куда зовёт тебя свободный ум». 19 марта он прибыл в Пермь.

### Дальнейшая жизнь
С 1919 года работал внештатным инструктором всеобуча в Мотовилихинском спортклубе, затем — инспектором по допризывной подготовке при пермском военкоме, а после курсов в Москве — заведующим райспортцентром в городе Лысьве. С 1922 года — председатель Пермского горуездфизкультцентра. За успехи в физической подготовке допризывной молодёжи был награждён начальником Главного управления Всеобуча Подвойским кожаной тужуркой.
Лев Конев женился, в семье родились двое сыновей — Владимир и Лев.
Из-за проблем со здоровьем рано вышел на пенсию: ещё во время путешествия в его медицинских справках кроме болезни ног часто встречалось кровотечение из горла. Прогрессировал туберкулёз, долгие годы подавляемый силой воли и крепостью духа.
Умер весной 1924 года от чахотки в посёлке Чапаева, ныне микрорайон Чапаева, город Пермь. Могила не сохранилась.

## Признание
Путешественник Лев Конев не получил ни приза, ни прижизненного признания: начавшаяся Первая мировая война, а затем революция и гражданская война вычеркнули его рекорд из жизни современников.
Документальным свидетельством пешего перехода является «Книга для ставки штемпелей и маршрутов Льва Конева», подписанная Т. И. Розенталем, председателем  общества «Аматер» города Рига Лифляндской губернии. В ней также имеются вырезки из многочисленных газетных публикаций, собранных самим путешественником. Её сохранили наследники — сын Лев Львович со своей женой Антониной Кузьминичной (ныне покойные) и Татьяна Львовна, внучка пешехода-путешественника. Попытки Льва Львовича опубликовать биографическую статью об отце успеха не имели.